# Bagà
Bagà este o localitate în Spania în comunitatea Catalonia în provincia Barcelona. În 2006 avea o populație de 2.178 locuitori.
1. ↑  Nomenclátor Geográfico de Municipios y Entidades de Población (20240402 edition)
2. ↑   http://aplicacions.municat.gencat.cat/index.php?page=consulta&mostraEns=0801680001&accio=composicio Lipsește sau este vid: |title= (ajutor)
3. 1 2   http://www.idescat.cat/pub/?id=aec&n=925&t=2016 Lipsește sau este vid: |title= (ajutor)